# Sporisorium queenslandicum
Sporisorium queenslandicum är en svampart som beskrevs av Vánky, C. Vánky & R.G. Shivas 2001. Sporisorium queenslandicum ingår i släktet Sporisorium och familjen Ustilaginaceae.   Inga underarter finns listade i Catalogue of Life.